# Groene bijeneter
De  groene bijeneter of blauwwangbijeneter (Merops persicus) is een vogel uit de familie van de bijeneters (Meropidae).

## Kenmerken

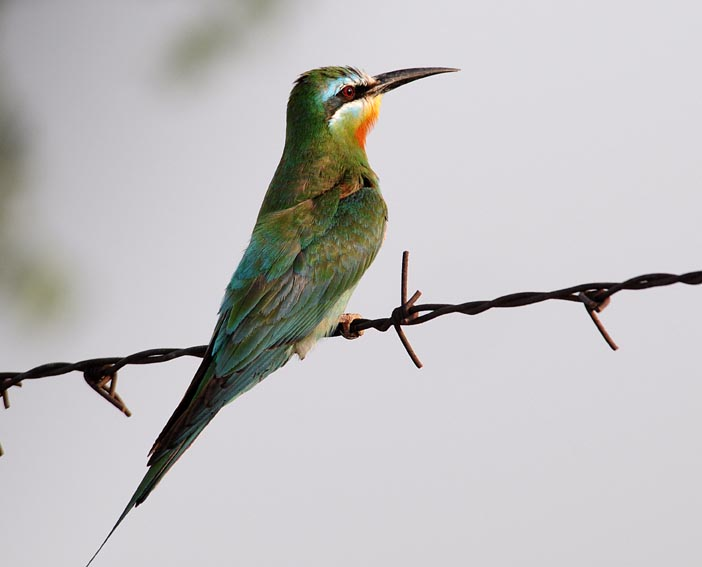
Foto van een groene bijeneter

De groene bijeneter kan een lengte bereiken van 28-32 cm, dit is inclusief de twee verlengde staartveren, die tussen de 4 en 8 cm lang kunnen zijn. De vogel weegt 38 tot 56 gram. Mannetjes en vrouwtjes zijn moeilijk van elkaar te onderscheiden.
Net als andere soorten bijeneters is de groene bijeneter een slanke, fraai gekleurde vogel. De hoofdkleur is groen, maar het gezicht heeft blauwe zijkanten en de vogel heeft een gele en bruine keel. De onderkant is blauwachtig van kleur. De snavel is zwart, lang, spits en licht omlaag gebogen.

## Leefwijze
Groene bijeneters hebben een voorkeur voor tropische en subtropische droge gebieden met een paar bomen, zoals acacia's. Zij overwinteren in open bosgebieden of graslanden. De vogels zijn sociaal en ze jagen gemeenschappelijk in zwaluwachtige vluchten. Zoals de naam al aangeeft, eten zij voornamelijk bijen, wespen, hoornaars en andere insecten en vooral ook libellen. Hun uitkijkposten bevinden zich veelal op dorre takken of telefoondraden. Vandaar vliegen zij korte vluchten om prooien te bemachtigen. Deze vangen zij vaak in volle vlucht. Zij eten tot 250 bijen en/of insecten van vergelijkbare grootte per dag. Zij zijn immuun voor steken. Voordat zij hun prooi consumeren ontdoen zij het gevangen insect eerst van de angel door het dier herhaaldelijk tegen een hard oppervlak te slaan. Hun roep klinkt 'vlakker' en minder als een fluittoon dan de Europese bijeneter.

## Voortplanting
Deze bijeneters zijn kieskeurig wat betreft hun nestplek. Zij broeden in kolonies in zanderige, steile hellingen. Daarin graven zij een relatief lange tunnel, waarin het vrouwtje vier tot acht ronde witte eieren legt. Beide seksen zorgen voor de eieren.

## Verspreiding
De vogel heeft een groot verspreidingsgebied in Noord-Afrika en Azië. Het is een langeafstandstrekvogel die overwintert in Sub-Saharisch Afrika.
Er zijn twee ondersoorten:
- M. p. persicus (Egypte. Midden Oosten en verder tot West-India en Kazachstan.
- M. p. chrysocercus (Noordwest-Afrika)

M. p. chrysocercus broedt in Marokko, Algerije en trekt 's winters naar het westen van de Sahelzone. Daar zijn ook kleine populaties die standvogel zijn.
M. p. persicus broedt in subtropisch Azië vanaf Oost Turkije tot in Kazachstan en India. Het is een trekvogel die in Oost-Afrika overwintert.
De soort duikt ook op als dwaalgast in Europa. In 2017 liet hij zich voor het eerst zien in België. In mei 2025 werd er een tweede individu waargenomen in Overmere.  In Nederland is de soort tot nu toe vijf keer met zekerheid vastgesteld, het laatst in 2025.

## Status
De grootte van de populatie is niet  gekwantificeerd. Men veronderstelt dat de soort in aantal stabiel is. Om deze redenen staat de groene bijeneter als niet bedreigd op de Rode Lijst van de IUCN.